# Paul Gachet
Paul-Ferdinand Gachet (Rijsel, 30 juli 1828 – Auvers-sur-Oise, 9 januari 1909) was een Frans arts, graficus, kunstschilder, kunstverzamelaar en professor in de artistieke anatomie. Hij is bekend geworden vanwege de behandeling van de schilder Vincent van Gogh gedurende diens laatste weken in Auvers-sur-Oise en het Portret van Dr. Gachet dat Van Gogh in 1890 van hem maakte. Gachet maakte meer dan honderd gravures en verschillende schilderijen onder het pseudoniem Paul Van Ryssel.

## Biografie
Gachet was een telg in een familie van wevers. Hij groeide op in Rijsel en Vlaanderen maar de familie verbleef ook een paar jaar (1844-1845) in Mechelen omwille van het werk van de vader. Gachet was als tiener al geïnteresseerd in kunst en hij ging samen met Ambroise Détrez schetsen en aquarellen maken in het Palais des Beaux-Arts. Maar de jonge Gachet nam uiteindelijk het besluit om geneeskunde te studeren en begon in 1848 in Parijs aan zijn studies. Hij frequenteerde de Brasserie Andler, waar hij via zijn stadsgenoot Armand Gautier kennis maakte met Gustave Courbet en Jules Champfleury. Na zijn eerste jaar aan de Faculté de Médecine de Paris keerde hij terug naar Rijsel en volbracht zijn militaire dienstplicht bij de cavalerie. Hij hernam daarna zijn studies en in oktober 1850 had hij voldoende studiepunten om als student geaccepteerd te worden door de ziekenhuizen. Hij werkte achtereenvolgens bij Armand Trousseau, in het Enfants malades en vervolgens voor de Services de la Maison Nationale de Santé in het Hôpital de Bicêtre, de Salpêtrière, het Pitié en Lourcine. In 1858 haalt hij bij de Faculté de Montpellier zijn doktersdiploma. Zijn thesis was getiteld Étude sur la mélancolie (Studie over de melancholie). Het was tijdens die periode dat hij kennis maakte met Alfred Bruyas, mecenas en kunstverzamelaar, met Adolphe Monticelli en met de jonge Paul Cézanne.

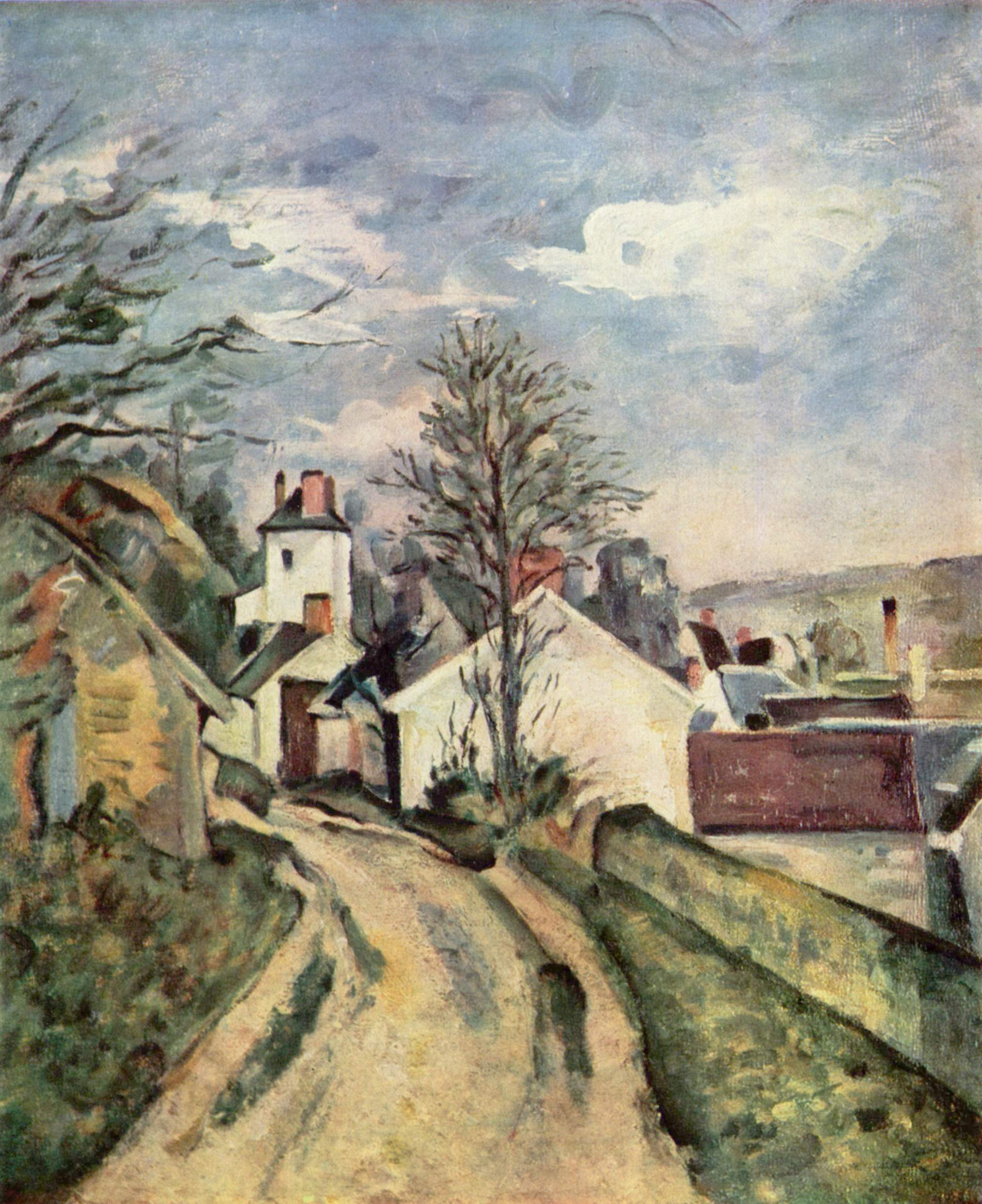
Paul Cézanne, Het huis van Paul Gachet in Auvers-sur-Oise, ca. 1873, Musée d'Orsay, Parijs

Hij vestigde zich als huisarts in de rue Montholon, maar begon zich te specialiseren in zenuwziektes. In 1863 verhuisde hij naar de rue du Faubourg-Saint-Denis, waar hij een "elektrochemisch" kabinet installeerde ingericht door Gaiffe en Radiguet. In 1870-1871 was hij dokter bij de Deuxième ambulance du Grand-Orient, waar hij een antisepticum ontwikkelde voor het behandelen van oorlogswonden. Tijdens de commune verving hij dokter Cabrol als hoofdgeneesheer van het militaire ziekenhuis van Saint-Martin. In 1870 erfde hij van zijn ouders en de jaarrenten die hij ontving lieten hem toe zijn activiteiten op het professionele vlak terug te schroeven en zich meer en meer te concentreren op zijn passie: de kunst.. Schilders, acteurs, muzikanten zijn steeds welkom op zijn kabinet want hij verstrekt graag gratis zorg in ruil voor een gravure, een schilderij of een paar tickets voor een opvoering.
Tussen 1865 en 1876 doceerde hij “artistieke anatomie” aan de gemeentelijke academie van het 10e arrondissement van Parijs,, waar Georges Seurat een van zijn leerlingen was.
Gachet trouwde met Blanche Castets in 1868. Hun eerste kind, een dochter, Margueritte Clémentine Elisa werd geboren in 1869. In 1872 exposeerde Gachet op het Salon des indépendants onder het pseudoniem Paul Van Ryssel. Vanaf dan was hij tafelgenoot bij de Diners du rouge et du bleu, waar ook Georges Seurat,  Paul Signac, Camille Pissarro en Odilon Redon mee tafelden. Datzelfde jaar kocht hij het huis van het echtpaar Lemoine in Auvers-sur-Oise, waar in 1873 zijn zoon Paul geboren werd, zijn praktijk bleef in Parijs. Camille Pissarro, Daubigny en Daumier woonden ook al in het pittoreske Auvers-sur-Oise en Gachet zou Cézanne, Renoir en Monet ook naar daar halen. Hij zette zijn deuren wijd open voor Pissarro, Guillaumin en Cézanne en dankzij die artistieke contacten ging hij zelf ook terug aan het werk. Hij installeerde een atelier op de zolder waar hij zijn etsen kon maken en afdrukken. Pissarro, Guilaumin en Gachet maakten er een groot aantal etsen, wat Cézanne ertoe aanzette om ook de techniek uit te proberen. Hij maakte zonder al te veel enthousiasme een aantal etsen waaronder: Péniches sur la Seine (1873), Tête de jeune fille (1873), Paysage à Auvers, Entrée de ferme rue Rémy (1873), Vue dans un jardin à Bicêtre (1873), Guillaumin au pendu (1873). Cézanne schilderde ook een aantal doeken in het huis van dokter Gachet. Het was in deze periode dat Gachet zijn verzameling uitbreidde met werken van Cézanne, Pissarro en Guillaumin. Vincent van Gogh zou eveneens, naast een aantal doeken die hij schilderde in het huis van Gachet, zijn enige gravure ooit in Auvers maken in 1890: L'homme à la pipe, Portrait du docteur Gachet.
Op de eerste impressionistententoonstelling van 1874 werd Gachets aandacht gevestigd op Monet en Renoir door Eugène Murer. Gachet leende voor deze tentoonstelling een aantal werken van Cézanne uit, waaronder Une Moderne Olympia et La Maison du pendu.

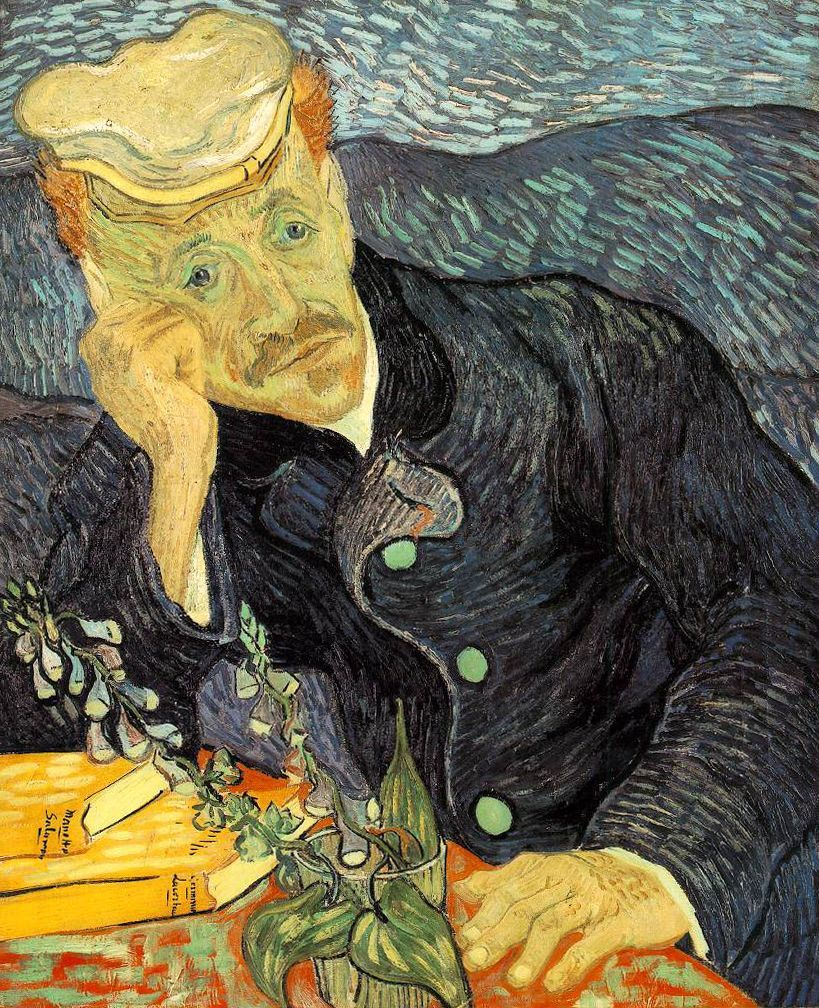
Vincent van Gogh, Portret van dr. Gachet, 1890.

## Gachet en Vincent van Gogh
In 1890 vraagt Vincent van Gogh aan zijn broer Theo om voor hem een onderkomen te zoeken in het “noorden” en dichter bij zijn familie. Op aanraden van Pissarro schrijft Theo aan zijn broer om contact op te nemen met dokter Gachet in Auvers-sur-Oise. Vincent verliet de inrichting Saint-Paul-de-Mausole in Saint-Rémy-de-Provence en vestigde zich na een bezoek aan zijn broer in Parijs, in Auvers in een kamertje in de herberg Ravoux. Hij zou er de laatste 70 dagen van zijn leven doorbrengen, van 20 mei tot 29 juli 1890. Vincent nam contact op met Paul Gachet, die hem door zijn broer was aanbevolen voor verdere verzorging. Hij werd met open armen door de dokter ontvangen. Gachet gaf Van Gogh het advies om hard te werken om zijn depressie te boven te komen. Vincent nam deze raad zeker ter harte want in de korte periode die hij in Auvers doorbracht schilderde hij meer dan 70 werken. Na enige tijd ging Vincent van Gogh twijfelen aan de capaciteiten van Gachet als dokter. Hij schreef op 10 juli aan zijn broer, dat hij dacht dat Gachet (mentaal) zieker was dan hij zelf of minstens even ziek. Op 27 juli 1890 schoot hij zich een kogel in de borst en hij overleed twee dagen later.

## Schilders, patiënt bij dr. Gachet

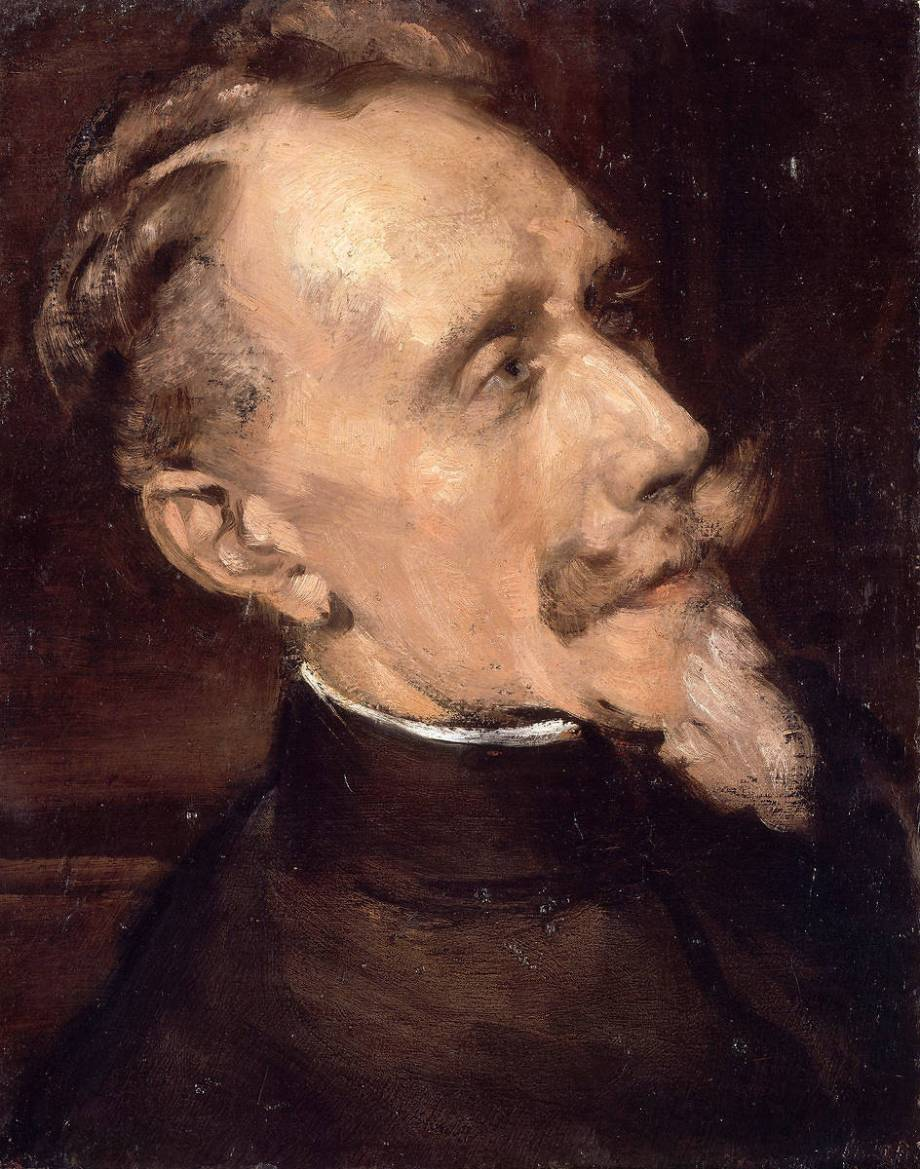
Émile Bernard : Paul Ferdinand Gachet (1926)

- Paul Cézanne
- Jean-Baptiste Corot
- Charles-François Daubigny
- Honoré Daumier
- Julien Dupré
- Jean Geoffroy
- Armand Guillaumin
- Édouard Manet
- Achille Oudinot
- Camille Pissarro
- Pierre-Auguste Renoir
- Vincent van Gogh

## Nalatenschap
Volgens de catalogus opgesteld door Paul Gachet junior waren er 42 werken in het volume gewijd aan Cézanne, 27 in het volume gewijd aan Pissarro, Monet, Renoir etc., 26 in het eerste volume gewijd aan Van Gogh en 14 in het tweede Van Gogh volume. In Volume IV gewijd aan Guillaumin zijn nog 34 werken opgesomd.
De kinderen van dr. Paul Gachet schonken een deel van de verzameling schilderijen van hun vader aan de Franse Musea. De eerste schenking in 1947 bestond uit drie werken. In 1952 schonk Paul Gachet junior de rest van de collectie van zijn vader aan de Franse staat. In totaal omvatte de schenkingen 29 doeken.
Sindsdien zijn er onderzoekers die van mening zijn dat de schenking Gachet verscheidene vervalsingen bevat met vooraan het Portret van dr. Gachet met vingerhoedskruid nu in het musée d'Orsay. Volgens Gachet zou Van Gogh twee portretten van hem geschilderd hebben. Het eerste portret werd op 15 mei 1990 verkocht aan een Japanse verzamelaar voor de som van $ 82,5 miljoen, het tweede bleef blijkbaar in de collectie van Gachet. In de briefwisseling van Vincent van Gogh wordt er slechts van een enkel portret gesproken, waarvan hij geen afstand wou doen.
De discussie over de echtheid van een aantal schilderijen vroeger toegeschreven aan Van Gogh is nog altijd aan de gang. In 1999 werd een tentoonstelling georganiseerd door de grote musea die de polemiek moest beëindigen. Ze deed achtereenvolgens Parijs, New York en Amsterdam aan, maar ze bracht zeker geen einde aan de discussie.

## Weblinks
- (nl) Janneke Wesseeling, Gesprek met Van Gogh-kenner Jan Hulsker; Er kwamen zomaar Van Goghs uit de lucht vallen, Nrc.nl, januari 1998
- (fr) Benoit Landais,  Les problèmes posés – parfois résolus – par les «Van Gogh» de la collection Gachet
- (fr) La folie Gachet des Van Gogh d'outre tombe par Benoit Landais, paru en 2009
- (fr) Vrai ou faux Van Gogh? Exposition impossible! Le grand jeu des mille erreurs Les yeux navrés du bon Docteur

- Biblioteca Nacional de España: XX5505318
- Bibliothèque nationale de France: cb120411970 (data)
- Gemeinsame Normdatei: 119031450
- International Standard Name Identifier: 0000 0003 6860 9448
- Library of Congress Control Number: nr90000828
- Nationale Bibliotheek van Letland: 000198623
- Nationale Bibliotheek van Israël: 987007437719505171
- Nederlandse Thesaurus van Auteursnamen: 068013388
- RKD-Nederlands Instituut voor Kunstgeschiedenis: 346511
- SNAC: w6jh567g
- Système universitaire de documentation: 028611632
- Union List of Artist Names: 500005111
- Virtual International Authority File: 2488376
- WorldCat: E39PBJgmJdPyHkpt4bXbXvKfMP